# Fabrikantenvilla (Böckingen)

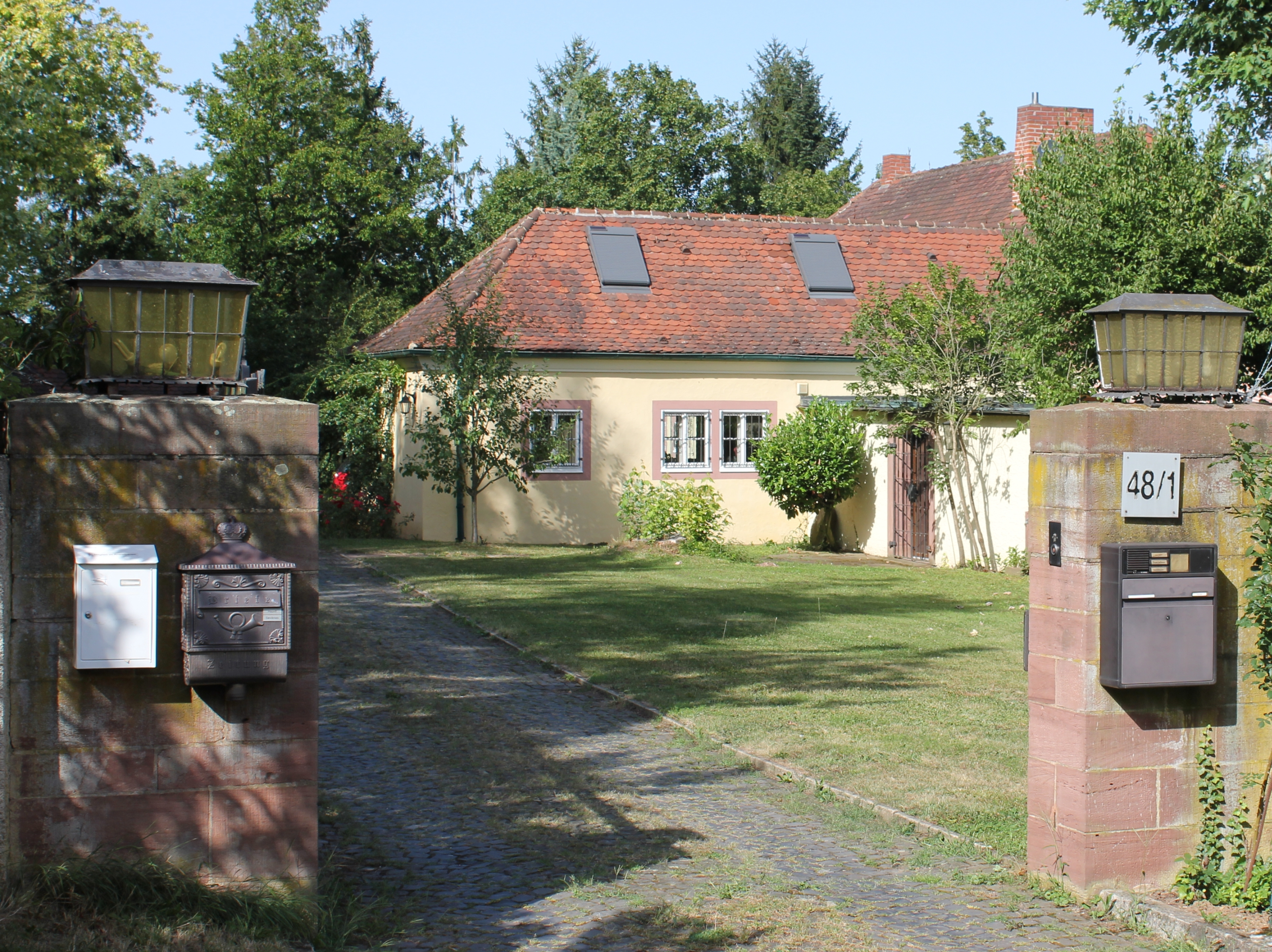
Blick von der Einfahrt auf die Fabrikantenvilla Grünewaldstraße 48/1

Die Fabrikantenvilla mit Gartenhaus im Fabrikpark wurde in den Jahren 1948/49 nach Plänen des Architekten Ludwig Hilmar Kresse für den Kaufmann und Inhaber einer Ölfabrik Kurt Scheuerle erbaut und befindet sich in der Grünewaldstraße 48/1 bzw. Limesstraße 9/1 im Heilbronner Stadtteil Böckingen. Das Gebäude steht unter Denkmalschutz.

## Beschreibung
Das Gebäude hat ein dominierendes Walmdach und Gauben. In der Innenarchitektur des Hauses ist ein Kachelofen zu finden, der mit Motiven aus der Heilbronner Geschichte geschmückt ist.
Die Fabrikantenvilla ist ein Villen-Neubau in Heilbronn der frühen Nachkriegszeit. Anfang der 1950er-Jahre war das Haus Scheuerle neben der Sicherer'schen Apotheke im Merian-Heft erwähnt. Ein 1952 herausgegebenes Merian-Heft zeigt das Haus in mehreren Fotografien von Toni Schneiders als Beispiel der in den gartenreichen Außenvierteln Heilbronns entstandenen reizvollen Villen-Neubauten.

## Kunstgeschichtliche Bedeutung
Die Fabrikantenvilla repräsentiert den barockisierenden Stil der Stuttgarter Schmitthenner-Schule mit klassischen Motiven der Wohnhauskultur, wie Walmdach, Dachhäuschen und Sprossenfenstern. Es gilt als Beispiel für die in Württemberg typische Wohnhausarchitektur der Schmitthenner-Schule in der zweiten Hälfte der 1940er Jahre.